# Seria strońska
Seria strońska – jednostka litologiczna kaledońsko-waryscyjskiej ewolucji metamorfiku Śnieżnika. Seria strońska to kompleks łupków krystalicznych, który stanowią skały pochodzenia metamorficznego. Składają się głównie z łupków łyszczykowych lokalnie z wkładkami łupków łyszczykowych z granatami, paragnejsów, amfibolitów, łupków kwarcowych, łupków grafitowych, marmurów kalcytowych i dolomitowych, skał wapienno-krzemianowych, erlanów i serpentynitów.
Pierwotnie prekambryjska seria strońska zbudowana była ze skał osadowych, głównie łupków ilastych z wkładkami piaskowców, wapieni i margli. Procesy metamorficzne, które rozpoczęły się w późnym kambrze, spowodowały przekrystalizowanie łupków ilastych. Cała seria o miąższości kilku tysięcy metrów została wielokrotnie przeobrażona i pofałdowana. W wyniku przeobrażeń łupki ilaste zostały przekształcone w łupki łyszczykowe, piaskowce kwarcytowe w kwarcyty i łupki kwarcytowe, margle w łupki amfibolitowe, a wapienie w marmury.
Wiek skał serii strońskiej szacuje się na przełom: górny proterozoik – dolny kambr. Badania mikroskamieniałości z wapieni krystalicznych wskazują na możliwość ich sedymentacji w tym czasie.
W Polsce występuje w metamorfiku Lądka i Śnieżnika – w Masywie Śnieżnika (okolice Stronia Śląskiego, od którego pochodzi nazwa tych skał), Krowiarkach, Górach Złotych, Bialskich, Kotlinie Kłodzkiej – Wzgórza Rogówki. Podobne skały występują w Górach Bystrzyckich i Orlickich (metamorfik bystrzycko-orlicki).